# Sagittaria pygmaea
Sagittaria pygmaea là một loài thực vật có hoa trong họ Alismataceae. Loài này được Miq. miêu tả khoa học đầu tiên năm 1865.